# Działon

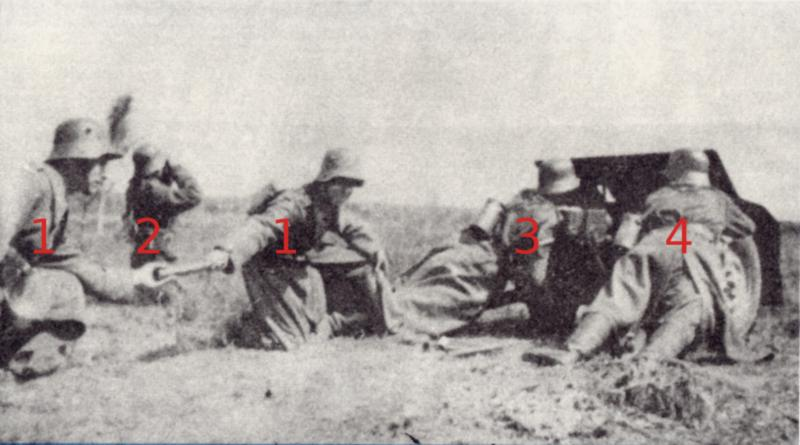
Działon armaty przeciwpancernej wz. 36
1. amunicyjni
2. działonowy (dowódca)
3. celowniczy
4. ładowniczy

Działon – najmniejszy pododdział ogniowy w artylerii zawierający jedno działo z obsługą i środkiem transportu. W kawalerii dodatkowo zawierała jaszcze i przodki.
Typowy skład obsługi:
- działonowy (dowódca działonu; zwykle podoficer) kierujący czynnościami obsługi w czasie eksploatacji działa.
- celowniczy
- ładowniczy
- amunicyjny

Ponadto w skład obsługi mogą wchodzić jeszcze: kierowca lub woźnica, oraz jezdni.